# Castell d'Ovança
El Castell d'Ovança, popularment el Castellàs o Castellassa, també anomenat de vegades Montlluís Vell, era una antiga fortificació medieval, actualment quasi del tot desapareguda, del terme comunal de la Cabanassa, malgrat correspondre al vell Montlluís, a la comarca del Conflent, de la Catalunya del Nord.
Les seves restes són en un coster uns 250 metres al sud-est de les muralles de Montlluís, en un lloc sota del qual passava la via Confluentana.

## Història
El Vilar d'Ovança és esmentat des del 965. Apareix en el testament de Sunifred de Cerdanya, on el llega a l'abadia de Santa Maria d'Arles, juntament amb el lloc de la Perxa i el control i gestió del Coll de Jardó, o de la Perxa, el Vilar de Caselles (precedent de l'actual poble de la Cabanassa), Planès i diversos masos. La senyoria va estar en mans dels Enveig, i més tard passà als d'Oms, posteriorment als Llupià, i finalment als Vilar. Fou essent senyors aquests darrers que Vauban va construir la ciutadella de Montlluís, i feu enderrocar el Castell d'Ovança, massa proper per al seu gust. Els de Vilar foren senyors del lloc fins a la Revolució Francesa, però el castell ja havia quedat abandonat, i els habitants de l'antic Vilar d'Ovança ja estaven instal·lats en el nou Montlluís.

## Les restes del castell
L'única cosa que roman visible del castell són les restes de la torre, de la qual es conserva l'angle nord, que arriba fins als 8 metres d'alçada en el seu punt més alt. Es poden reconèixer els dos murs adjacents, que devien fer 5 per 7 metres de llarg i ample, amb un gruix de murs d'1,4. L'aparell del mur és de carreus no treballats de granit disposats en filades regulars, units amb morter de calç. Al costat nord-oest es pot veure encara una espitllera. Es pot datar al segle xii o XIII.